# Prix Osiris
Le prix Osiris est une distinction décernée tous les trois ans par l'Institut de France, sur proposition des cinq académies qui le composent. Il récompense « la découverte ou l'œuvre la plus remarquable dans les sciences, les lettres, les arts, l'industrie et, généralement, dans tout ce qui touche à l'intérêt public,,,. »

## Lauréats
(Liste non exhaustive)
- 1903 : Émile Roux, pour l'ensemble de ses travaux[5]
- 1906 : Albert Sorel, Hyacinthe Vincent[6]
- 1909 : Louis Blériot[7]
- 1912 : non décerné[8]
- 1915 : André Chantemesse, Fernand Widal et Hyacinthe Vincent, pour leurs travaux sur la vaccination antityphique[8]
- 1918 : non décerné[9]
- 1921 : Gustave Ferrié, pour ses découvertes sur la télégraphie sans fil[9]
- 1924 : Charles Fabry[10]
- 1927 : Charles Nicolle, pour ses travaux sur le typhus[11]
- 1930 : Eugène Gley[12] ; Paul Bourget, pour l'ensemble de son œuvre[4]
- 1933 : Camille Jullian[13] pour son Histoire des Gaules
- 1936 : Antoine Meillet[14]
- 1939 : Ferdinand Lot[15]
- 1942 : Alfred Jeanroy[16]
- 1945 : Adolphe Lods[2] et Charles Richet[3]
- 1948 : Paul Mazon[17]
- 1951 : Eugène Bataillon[18] ; René Dussaud, pour l'ensemble de son œuvre[19]
- 1954 : Émile Borel, « pour l'ensemble de son œuvre mathématique[20] »
- 1957 : Edmond Sergent[21] ; Joseph Vendryes[22]
- 1960 : Auguste Loubatières[23]
- 1963 : Louis Parrot, « pour sa contribution à l'étude des affections endémo-épidémiques de l'honne et des animaux en Algérie et à la recherche de leur mode de transmission[24] » ; Charles Virolleaud[25]
- 1969 : Jean Bayet[26]
- 1981 : Jean Hubert[27]
- 1987 : Marguerite Harl, pour son livre La Bible d'Alexandrie. La Genèse (traduction du texte grec de la Septante), Paris, Le Cerf, 1986[28]
- 1990 : P. Cruvellier, J. M. Deharveng, M. Joubert, A. Llebaria, A. Maucherat, J. C. Gonin, « pour la réussite de l'expérience nocturne du satellite français D-2B dans l'exploration spectrophotométrique du rayonnement visible et ultraviolet lointain de la Galaxie, des nuages de Magellan et de la lumière zodiacale[29] »
- 1993 : Gilbert Picard, pour l'ensemble de son œuvre[30]
- 1999 : Gerhard Dohrn-van Rossum, pour son livre L'histoire de l'heure. L'horlogerie et l'organisation moderne du temps[31] ; Angela Sirigu, « pour la réalisation d'un ensemble de travaux importants pour comprendre la pathologie du lobe frontal chez l'homme[32] »
- 2002 : Naoufal Zamzami, « pour ses contributions à l'étude du contrôle mitochondrial de l'apoptose et perspectives thérapeutiques[32] »
- 2005 : Henri Dubois, pour l'ensemble de son œuvre[33] ; Stéphane Palfi, « pour sa contribution au développement des techniques neurochirurgicales pour le traitement des maladies dégénératives du système nerveux, dans le domaine des greffes de neurones pour la maladie de Huntington et dans le domaine de la stimulation corticale pour la maladie de Parkinson[32] »
- 2008 : Jeanne Amiel[32]
- 2011 : Mathias Pessiglione[32] ; Édith Fuchs, pour son livre Entre Chiens et Loups. Dérives politiques dans la pensée allemande du XXe siècle, Paris, Editions du Félin, 2011[34] ; Pierre-Vincent Claverie, pour son livre L'Ordre du Temple en Terre Sainte et à Chypre au XIIIe siècle[35]
- 2020 : Pierre Chambert-Protat et Camille Gerzaguet pour Timotheus, Sur la Pâque (Paris, Les Éditions du Cerf, 2019)[36]
- 2023 : Charlotte Proudhon, Chargée de recherche Inserm à l'Institut de Recherche en Santé, Environnement et Travail[37].